# بری لیندون (نویسنده)
بری لیندون (انگلیسی: Barré Lyndon؛ ۱۲ اوت ۱۸۹۶ – ۲۳ اکتبر ۱۹۷۲) یک فیلم‌نامه‌نویس و نمایشنامه‌نویس اهل انگلستان و ایالات متحده آمریکا بود.

## گزیدهٔ فیلم‌شناسی
- عمر خیام (۱۹۵۷)
- جنگ دنیاها (۱۹۵۳)
- بزرگترین نمایش روی زمین (۱۹۵۲)
- راضی کردن یک خانم (۱۹۵۰)